# Burg Sklabiňa
Die Burg Sklabiňa (slowakisch Sklabinský hrad oder hrad Sklabiňa) ist die Ruine einer Höhenburg beim nordslowakischen Ort Sklabinský Podzámok im Okres Martin. Sie befindet sich auf einem 625 m n.m. hohen Hügel im unteren Teil des Tals Kantorská dolina am Westrand der Großen Fatra.

## Geschichte
Die Burg wurde wahrscheinlich in der ersten Hälfte des 13. Jahrhunderts auf der Stelle einer älteren Burgstätte gebaut, schriftlich wurde sie aber erst 1309 erwähnt, als sie dem Magister Doncs gehörte. 1339 wurde die Burg Sklabińa königliches Gut, nach der Gründung der Gespanschaft Turz wurden deren Kastellane gleichzeitig Gespanen. Von 1383 bis 1403 war sie Besitz der Familie Bebek, 1410–1470 war sie an den polnischen Adligen Andrzej Balicki und dessen Geschlecht verpachtet. Während der Herrschaft der Balickis brannte die Burg nach einem hussitischen Angriff im Jahr 1436 nieder. Nach einer Notsanierung kam es schließlich 1460–1480 zu einem Umbau, 1495 brach aber erneut ein Brand aus.
Über mehrere Zwischenstufen gelangte die Burg in die Hände des Geschlechts Révay: 1527 erhielt dieses von Ferdinand I. eine Hälfte der Burg und ihrer Herrschaft und erwarb 1540 die übrige Hälfte. Die Burg sollte dann bis 1945 Besitz der Révays bleiben. Der massive Ausbau im Jahr 1554 (Errichtung der zweiten Vorburg) und danach wurde vor allem durch die ständige Gefahr von Türkenkriegen veranlasst. 1610–1612 entstand durch Umbau einer Befestigung in der dritten Vorburg ein Renaissance-Palais (auch Schloss genannt). 1679 fiel die Burg kurzzeitig an die Kuruzen von Emmerich Thököly, 1687 wurde sie erneut angegriffen.
Als die Verwaltung der Gespanschaft Turz gegen Mitte des 18. Jahrhunderts in die Stadt Turz-St. Martin umzog, verlor die Burg stark an Bedeutung und verfiel derart, dass 1800 das Gewölbe der Burgkapelle einstürzte. Das Renaissance-Palais diente noch als Sommerfrische und später als Stammmuseum. Es wurde 1944 durch Wehrmachttruppen zerstört. Die Bastionen um den Haupteingang verfielen erst in der zweiten Hälfte des 20. Jahrhunderts.
Seit 2000 betreut der Bürgerverein Donjon die Burg und führt Konservierungs- und Sanierungsarbeiten durch, des Weiteren betreibt der Verein ein kleines Museum. Beim Eintritt ist eine Gebühr zu entrichten.